# Luminița Cornea
Luminița Florica Cornea (n. GRAURE), scriitor - publicist, istoric și critic literar; profesor, muzeograf. S-a născut la 29 august 1949, în Giurgiu. Din anul 1955 familia sa s-a stabilit în Ardeal, tatăl său, preotul Ioan Graure fiind deținut politic în perioada 1951-1955. A absolvit Liceul „Iacob Mureșianu", Blaj, jud. Alba, promoția 1967; Institutul Pedagogic, Baia Mare, promoția 1970; Universitatea București - Facultatea de Limba și Literatura Română, promoția 1974; cu lucrarea de licență „Manuscrisul de la Ieud” coordonată  de prof.univ. dr. Dimitrie Macrea (1974). În anul 2006, obține titlul științific de Doctor în Filologie, la Universitatea „Babeș-Bolyai" Cluj-Napoca. A fost: profesor (gradul didactic I) și director-adjunct la Colegiul Național „Mihai Viteazul" din Sf. Gheorghe; muzeograf la Muzeul Național al Carpaților Răsăriteni, Sf. Gheorghe - respectiv la Casa Memorială „Romulus Cioflec" din Araci; secretar, apoi președinte al Filialei Covasna a Societății de Științe Filologice din România (1984-2010); președinte Despărțământul ASTRA Covasna-Harghita (2011-2017). Desfășoară o bogată activitate de cercetător, istoric și critic literar, scriitor. A debutat în anul 1975 în Biserica ortodoxă română, cu studiul Manuscriptul de la Ieud (Maramureș) – importanța lui filologică și bisericească. Din 2016, este membră a Uniunii Scriitorilor din România, Filiala Brașov.
De numele său se leagă amenajarea și organizarea tematică a Casei memoriale „Romulus Cioflec” din Araci (1998), județul Covasna, precum și manifestările cultural-artistice desfășurate la muzeul memorial din Araci, alte proiecte culturale realizate în calitate de consultant științific la Muzeul Național al Carpaților Răsăriteni din Sf. Gheorghe, în cadrul căruia funcționează Casa memorială „Romulus Cioflec” din Araci.
Ca o răsplată a muncii sale la catedră și în viața culturală, științifică și civică, Luminița Cornea a primit titlul de Profesor evidențiat (1986); Premiul pentru libertatea culturii (1992), Ordinul Meritul pentru Învățământ în gradul de Ofițer (2004), Diploma de excelență „Gheorghe Lazăr”(2008), Medalia și diploma „Crucea Munților” (2014) a Episcopiei Covasnei și Harghitei, Premiul literar „Octavian Goga” oferit de ASTRA, Sibiu (2015), numeroase diplome din partea unor instituții și organizații nonguvernamentale.
OPERA:
 Volume de autor:  Înviatul din Nazaret. Convorbiri duhovnicești cu Înaltpreasfințitul Ioan al Banatului, realizate de prof. dr. Luminița Cornea, Editura Sophia, București, 2017;
Pe cărarea Raiului. Convorbiri duhovnicești cu Înaltpreasfințitul Ioan al Munților, realizate de prof. dr. Luminița Cornea, Ediția a treia, Editura Sophia, București, 2017; 
Scriitori. Case memoriale (II), Editura Nico, Târgu-Mureș, 2017;  
Romulus Cioflec – o viață în imagini (Prefața:  Iconografia – un prețios auxiliar al istoriei literare de Nicolae Scurtu), Centrul Cultural Județean Covasna, Sf. Gheorghe, 2016;  Asociațiunea ASTRA întru iubire de suflet românesc (cu o prefață de prof. univ. dr. Dumitru Acu), Editura Asociațiunii ASTRA, Sibiu, 2015; 
Un pelerinaj în Țara Sfântă, cu binecuvântarea și prefața de Î.P.S. Ioan Selejan, Arhiepiscopul Timișoarei și Mitropolitul Banatului, Editura Eikon, București, 2015;
Studii și articole literare (postfață de Ion Topolog Popescu), Editura Pastel, 2014; 
Pe cărarea Raiului. Convorbiri duhovnicești cu Înaltpreasfințitul Arhiepiscop loan al Covasnei și Harghitei, ediția a doua revăzută și adăugită, Editura Sophia, București, 2014; Scriitori. Case memoriale (I), Editura Nico, Târgu-Mureș, 2014;
Întru lumina munților - fragmente de spiritualitate românească, Editura Nico, Târgu-Mureș, 2013;
Pe cărarea Raiului. Convorbiri duhovnicești cu Înaltpreasfințitul Arhiepiscop loan al Covasnei și Harghitei, Editura Casa Cărții de Știință, Cluj-Napoca, 2010; 
Excursia literară, îndemn spre cunoaștere, cu o prefață de Ioan Dănilă și o postfață de Olga Rusu, Editura Casa Cărții de Știință, Cluj-Napoca, 2010; 
Locuțiuni verbale în romanul istoric sadovenian - o abordare gramaticală, stilistică și poetică, Editura Casa Cărții de Știință, Cluj Napoca, 2008, 252 p. (teza de doctorat).
Volume în colaborare: Personalități ale orașului Covasna, în colaborare cu Ioan Lăcătușu și Ioan Luca, editat de Asociația Cultural-Creștină „Justinian Teculescu" și de Muzeul Național al Carpaților Răsăriteni, Editura Eurocarpatica, Sf. Gheorghe, 2009; 
Teculeștii din neam în neam, volum realizat în colaborare cu Ioan Lăcătușu și Constantin Catrina, editat de Asociația Cultural-Creștină „Justinian Teculescu" și de Muzeul Național al Carpaților Răsăriteni, Editura Angvstia, Sf. Gheorghe, 2008; 
Atlasul literaturii române, Editura Cartographia, Budapesta, 2003 (volum realizat în colaborare cu Gheorghe Lăzărescu, Adrian Costache, Cristina Ionescu), aprobat de Ministerul Educației Naționale din România ca mijloc auxilar de învățământ; 
Limba română - teste cu rezolvare și evaluare, fonetică, lexic, morfologie, sintaxă, stilistică, pentru bacalaureat și admitere în învățământul superior (cu Cristina Ionescu), Editura Didactică și Pedagogică, București, 2001;
Teste de limba și literatura română - pentru liceu și bacalaureat (împreună cu Cristina Ionescu, Marianne Iliescu , Editura Niculescu, București, 2000;
20 de teste pentru examenul de capacitate la limba și literatura română, rezolvări și evaluare (Marinela Brezeanu-Ujvárosi), Editura Diacon Coresi, București, 2000; 
Scriitori - case și muzee memoriale (cu Cristina Ionescu), Editura Diacon Coresi, București, 1998.
Ediții îngrijite:
Romulus Cioflec, Pe urmele Basarabiei, Ediție îngrijită, studiu introductiv, cronologie, note și comentarii, iconografie de Luminița Cornea, Editura Știința, Chișinău, 2019;
Romulus Cioflec, De la Dunăre – în jurul Peninsulei Balcanice – prin Italia, la Dunăre, text ales și stabilit, introducere și note de Luminița Cornea, Muzeul Național al  Carpaților Răsăriteni, Sf. Gheorghe, 2017;
Romulus Cioflec, Răspântia, piesă în trei acte și cinci tablouri (cu o prefață de Nicolae Scurtu), Ediție îngrijită și postfață de Luminița Cornea, Sfântu Gheorghe, 2016; 
 Romulus Cioflec, Cupa Domeniilor, comedie în trei acte, ediție îngrijită și tabel cronologic de Luminița Cornea, cu o postfață de Doru Munteanu, Editura Angvstia, Sf. Gheorghe, 2012;
Preot Ioan Graure, Cinstirea părinților - culegere de predici și articole, volum tipărit cu binecuvântarea PS Ioan Selejan, Ediție îngrijită și prefață de Luminița Cornea, Editura Eurocarpatica, Sfântul Gheorghe, 2008;
Romulus Cioflec - un ardelean pe drumurile lumii, ediție îngrijită de Luminița Cornea, Editura Arcuș, 2007; 
Justinian Teculescu, Pentru neam și pentru lege - cuvântări și predici, volum reeditat cu binecuvântarea PS Ioan Selejan, ediție îngrijită de Luminița Cornea, Editura Angvstia, Sf. Gheorghe, 2006;
Cristale, antologie de poezie a elevilor-colaboratori ai revistei ECOU a Liceului „Mihai Viteazul" din Sfântul Gheorghe, ediție îngrijită de Luminița Cornea, cu o prefață de Marianne Iliescu, Editura Arcuș, Sf. Gheorghe, 2001;
Societatea de Științe Filologice, Filiala Covasna, Ideea de Eminescu, volum îngrijit de Luminița Cornea și Cristina Vișan, Editura Arcuș, Sf. Gheorghe, 2000;
Romulus Cioflec, Moarte cu bocluc, ediție îngrijită, prefață și tabel cronologic de Luminița Cornea, Muzeul Carpaților Răsăriteni, Sfântul Gheorghe, 1998;
Despre viețuitoare mici, pentru voi, copii pitici, din cele mai frumoase poezii pentru copii, antologie și cuvânt înainte de Luminița Graure-Cornea, Societatea de Științe Filologice, Sf. Gheorghe, 1995;
Poezii populare culese de Dimitrie Cioflec, ediție îngrijită și prefațată de Luminița Cornea, postfață de Ioan Lăcătușu, Filiala Covasna a Societății de Științe Filologice, Sf. Gheorghe, 1994.
***
Luminița Cornea face parte din colectivul de redacție al revistei Grai Românesc, editată de Episcopia Ortodoxă Română a Covasnei și Harghitei, al revistei de cultură Vatra veche (Tg Mureș), al revistei Familia română (Baia Mare), al publicației Revista română (Iași); este redactor-șef al revistei semestriale de literatură „Caietele de la Araci”, aflată în anul al VII-lea de apariție.
Luminița Cornea este autoarea a peste o mie de articole în presa locală și națională – recenzii, cronici, reportaje, evocări, portrete, medalioane, știri – materiale de o mare diversitate tematică, toate promovând valorile autentice de cultură și spiritualitate românească.
A publicat studii de istorie literară în volume colective de specialitate și numeroase articole în publicații cultural-literare, precum Biserica Ortodoxă Română (debut în anul 1975), Mitropolia Ardealului (1978-1981), Limbă și literatură, Grai românesc, Buletinul Societății de Științe Filologice, Dialog didactic, Școala noastră, Învățământul primar, Caligraf (Turnu Severin), Limba română (Chișinău), Buletin informativ al Grupării Colecționarilor „Mihai Eminescu”(Botoșani), Magazin de filatelie și cartofilie (Constanța), Magazin istoric, Angvstia (Sf. Gheorghe), Vatra veche (Târgu Mureș), Sud  (Bolintin-Giurgiu), Vitraliu (Bacău), Expres cultural (Iași), Revista română (Iași), Astra blăjeană (Blaj), Caietele de la Araci (Sf. Gheorghe), în   ziarele locale Cuvântul nou și Mesagerul de Covasna (Sf. Gheorghe), Cuvântul liber (Târgu-Mureș) etc.  
Referințe critice (selectiv): Ion Buzași, Ion Hangiu, Iordan Datcu, Liviu Groza, Gheorghe Badea, Gheorghe Pop, Mircea Popa, Victor Durnea,Victor V. Grecu, Luminița-Irina Niculescu, Florin-Corneliu Popovici, Nicolae Băciuț, Valentin Marica, Nicolae Scurtu, Doru Munteanu, Adrian Lesenciuc, Laurențiu-Ciprian Tudor, Ion Topolog, Marian Drăghici, Valentin Talpalaru, Menuț Maximinian.